# Jean-Louis Robert
Pour les articles homonymes, voir Robert.
Pour le musicien belge, voir Jean-Louis Robert (musicien).
Jean-Louis Robert, né le 17 décembre 1945 à Caudéran, est un historien français.
Il est spécialiste de l'histoire sociale européenne du XXe siècle et de la Commune de Paris de 1871.

## Biographie
Né le 17 décembre 1945 à Caudéran en Gironde, Jean-Louis Robert est professeur émérite de l'Université Paris-I.
Spécialiste de l'histoire sociale de la Première Guerre mondiale, sa thèse de doctorat (1989) porte sur les ouvriers parisiens pendant ce conflit : Ouvriers et mouvement ouvrier parisien 1914-1919, histoire et anthropologie.
Ses recherches évoluent ensuite vers une mise en relation de l'histoire sociale et de l'histoire des représentations, dans une perspective d'histoire totale non hiérarchisée (l'économie n'est pas à la source de tout processus historique), mais où le travail et les rapports sociaux gardent toute leur place. ll a publié en 2023 une Histoire de la Commune de Paris, vaste somme de près de 1600 pages et 15000 références, proposant une vision renouvelée de l'histoire de la révolution.
Jean-Louis Robert a été directeur du Centre d'histoire sociale du XXe siècle de l'Université Paris 1.
Il est de 2004 à 2015 président de l'association des amis de la Commune de Paris (1871), de 2007 à 2013 en coprésidence avec Claudine Rey. Il est commissaire général de l'exposition aux Cordeliers du 140e anniversaire de la Commune de Paris organisé par la Ville de Paris en mai-juin 2011.
Il est de 2012 à 2023 président puis co-président des Amis du Maitron.
Il est depuis 2011 président de l'Université populaire du 14e arrondissement de Paris.
Il a été à l'origine du Mémorial virtuel des Parisiens morts pour la France pendant la Grande Guerre (inauguré le 25 février 2016) et a dirigé l'équipe qui a créé le fichier des 94 415 noms recensés. Ces noms figurent sur le monument aux morts parisiens inauguré le 11 novembre 2018

## Politique
Jean-Louis Robert commence à s'engager politiquement en classe de première au lycée en adhérant à la Jeunesse communiste en 1962. De 1963 à 1969 il est membre de l'Union des étudiants communistes (UEC). De 1963 à 1971, il est membre de l'UNEF. Responsable de l’Association des prépas scientifiques au lycée Janson de Sailly en 1963-1964, il organise une grève des « pélé de Chartres » contre les sanctions qui avaient frappé les absentéistes se rendant au pèlerinage de Chartres. Il a été membre du bureau (vice-président) de la mino-sciences de Paris. Il a été membre du PCF de 1964 à 1992. Le 18 décembre 1994, il participe avec l'association DAL à l'occupation de la rue du Dragon et adhère à Droits devant !!. Pendant quelques semaines, il y organise un atelier d'histoire populaire. Le 26 mars 1995, il participe à l'occupation du 32 boulevard Malesherbes et le 23 août 1996 à la manifestation contre l'évacuation de l'église Saint-Bernard.

## Publications
(octobre 2023).
- Histoire d'une nation : la France de l'an mil à nos jours, 1977.
- (participation[6]) Le Congrès de Tours : présentation, extraits, résolutions, Éditions sociales, Paris, 1980. 918 p.  (ISBN 2-209-05391-9)
- La Scission syndicale de 1921 : essai de reconnaissance des formes, Publications de la Sorbonne, Paris, 1980  (ISBN 2-85944-021-6)
- Outils statistiques pour les historiens, 1981.
- (participation[7]) Le PCF étapes et problèmes 1920-1972, Éditions sociales, Paris, 1981  (ISBN 2-209-05403-6)
- (direction avec Marc Descottes) Clefs pour une histoire du syndicalisme cadre, éditions ouvrières, Paris, 1984  (ISBN 2-7082-2386-0)
- Nous crions grâce : 154 lettres de pacifistes, juin-novembre 1916, 1989.
- Les ouvriers en France pendant la Seconde guerre mondiale : actes du colloque, Paris-CNRS, 22-24 octobre 1992, 1992.
- Le XIXe siècle : premier et second cycles universitaires, 1995.
- Le XXe siècle : premier et second cycles universitaires, 1995.
- Les Ouvriers, la Patrie et la Révolution, Paris 1914-1919, Annales littéraires de l'université de Besançon, 1995  (ISBN 2-251-60592-4)
- L'invention des syndicalismes : le syndicalisme en Europe occidentale à la fin du XIXe siècle, 1997.
- Inspecteurs et inspection du travail sous la IIIe et la IVe République, 1998.
- Paris le peuple : XVIIIe – XXe siècle, 1999.
- (direction avec Michel Dreyfus et Gérard Gautron) La naissance de Force ouvrière : autour de Robert Bothereau, Presses universitaires de Rennes, 2003  (ISBN 2-86847-857-3)
- The emergence of European trade unionism, 2004.
- Être Parisien : actes du colloque organisé par l'École doctorale d'histoire de l'Université Paris I Panthéon-Sorbonne et la Fédération des Sociétés historiques et archéologiques de Paris-Ile-de-France (26-28 septembre 2002), avec Claude Gauvard, Paris, Éditions de la Sorbonne, 2004.
- Les Halles : images d'un quartier(codirection avec Myriam Tsikounas, préface d'Alain Corbin, Paris, Éditions de la Sorbonne, 2004.
- L'apogée des syndicalismes en Europe occidentale, 1960-1985, 2005.
- (direction avec Jay Winter) Capital cities at war : Paris, Londres, Berlin 1914-1919, 2 vol. 1997 et 2007.
- Plaisance près Montparnasse, quartier parisien 1840-1985, 2012
- Le Paris de la Commune - 1871, 2015
- Édouard Vaillant (1840-1915) - De l'Internationale à la Commune, 2016
- Le syndicalisme à l'épreuve de la Première Guerre mondiale, 2017
- Rouges estampes, 2021
- Jean-Louis Robert, Nouvelle histoire de la Commune de Paris, 1871 (œuvre littéraire), Arbre bleu éditions, Mai 2023.